# Orbia
Orbia er en mexicansk kemiteknologivirksomhed, der bl.a. producerer forskellige plastikprodukter til vanding og dræn, samt til bygge-branchen. Den blev etableret i 1953 og har hovedkvarter i Mexico City.